# Malacothrix typica
Malacothrix typica är en däggdjursart som först beskrevs av Andrew Smith 1834.  Malacothrix typica är ensam i släktet Malacothrix som ingår i familjen Nesomyidae. IUCN kategoriserar arten globalt som livskraftig. Inga underarter finns listade i Catalogue of Life.
Denna trädmus förekommer i södra Afrika från Angola till Namibia, Botswana och Sydafrika. Habitatet varierar mellan buskskogar, savanner och halvöknar.
Individerna når en kroppslängd (huvud och bål) av 65 till 95 mm och en svanslängd av 28 till 42 mm. De väger 7 till 20 gram. Påfallande är artens 14 till 21 mm långa öron. Pälsen är på ovansidan gråbrun till rödbrun eller krämfärgat. Håren på ryggen har mer eller mindre svarta spetsar som syns som mörka strimmor eller fläckar. Vid buken är pälsen ljusgrå till vit. Svansen är bara glest täckt med hår. Vid händer och fötter finns fyra fingrar respektive tår. Fötterna är nakna på ovansidan men har hår vid sulan.
Trots att arten tillhör trädmössen vistas den främst på marken. Den gräver underjordiska bon som ligger upp till 120cm under markytan. Vid slutet finns en kammare som fodras med gräs och fågelfjäder. Malacothrix typica är aktiv på natten och hittades så långt som 4 km från boet. Den äter främst gröna växtdelar och några frön. Individerna lever allmänt ensam.
Fortplantningen sker vanligen mellan augusti och mars. Honor kan ha flera kullar under tiden. Dräktigheten varar oftast 22 till 26 dagar och per kull föds två till sju ungar. De är vid födelsen nakna och väger vara 1,1 gram. Ögonen öppnas efter cirka två veckor. Hanar och honor blir efter cirka 51 dagar könsmogna men den första parningen sker tidigast 20 dagar senare.